# Omšenie
Omšenie este o comună slovacă, aflată în districtul Trenčín din regiunea Trenčín. Localitatea se află la altitudinea de 325 m deasupra n.m., se întinde pe o suprafață de 24,36 km2 și în 2017 număra 1.973 de locuitori.

## Istoric
Localitatea Omšenie este atestată documentar din 1332.

## Demografie
| An:                | 1994 | 2004   | 2014   | 2024   |
| ------------------ | ---- | ------ | ------ | ------ |
| Număr de persoane: | 1928 | 1957   | 1996   | 1816   |
| Diferență:         |      | +1,50% | +1,99% | −9,01% |

| An:                | 2023 | 2024   |
| ------------------ | ---- | ------ |
| Număr de persoane: | 1836 | 1816   |
| Diferență:         |      | −1,08% |